# Nemzeti Mobilfizetési Rendszer
A Nemzeti Mobilfizetési Rendszer a Nemzeti Mobilfizetési Zrt. üzemeltetésében működő szolgáltatási rendszer, mely 100%-ban állami tulajdonban van. A Nemzeti Mobilfizetési Rendszer 2014. július 1-jén üzembe lépett és ezzel elindult az a rendszer, amely egységbe foglal több olyan mobilfizetési szolgáltatást, amely az ilyen jellegű lakossági szolgáltatások egyszerűbbé tételét célozza meg, mint például a mobilparkolás ellenértékének kifizetése vagy az autópályadíjak mobiltelefonnal való kiegyenlítése.

## Története
A Nemzeti Mobilfizetési Rendszer gondolata 2011 végén merült fel és a cél az volt, hogy a kormányzat az olyan szolgáltatásokat, amelyek előfizetés terhére és mobiltelefon segítségével igénybe vehetnek, saját hatáskörbe vegye. A Rendszer mintegy keretbe foglalja mindazokat a szolgáltatókat, amelyek részt vesznek ebben a tevékenységben, úgy, mint az Evopay, az Mpark vagy a Barion.

## Használatának előnyei
A rendszer által egy egységes és a piaci szereplőktől független rendszer alakul ki, és a szolgáltatások bármilyen típusú mobiltelefonnal elérhetőek. 

## Mobil parkolási rendszer
A rendszer 2014. július elsejével indul és az egész ország területét érinti, összesen 70 önkormányzat közterületét. A mobil parkolás során az ügyfelek minden esetben, minden közterületi parkoló igénybevételekor fizethetnek mobiltelefonjaikkal kiváltva a készpénzforgalmat.